# Borsa de valors
|  | Aquest article tracta sobre la borsa estrictament de valors financers. Si cerqueu la borsa en un sentit més ampli, vegeu «Borsa». |

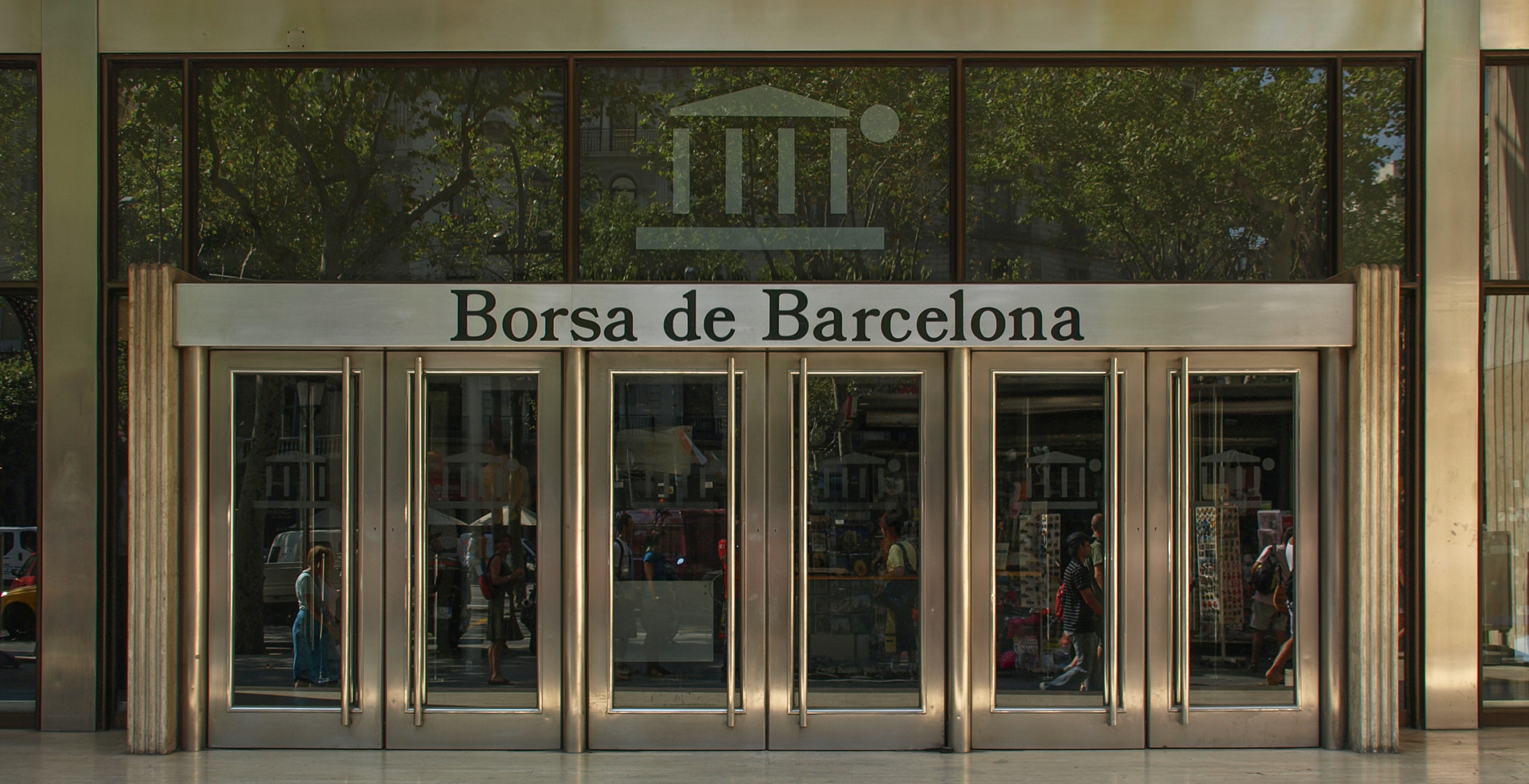
Entrada de la Borsa de Barcelona.

Una borsa de valors (en anglès: stock exchange) és la part més important del mercat de valors, un mercat on es compren i venen valors mobiliaris com ara accions, obligacions, i derivats sota la llei de l'oferta i la demanda. La seva principal funció és la d'oferir una estructura operativa a les operacions financeres, registrant i supervisant els moviments efectuats pels demandants i oferents de valors mobiliaris. A més, donen fe de cotitzacions i informen els inversionistes de la situació financera i econòmica de les empreses així com del comportament dels seus valors. Al llarg de la història les borses han estat radicades en una seu física on els seus membres realitzen negociacions de compra i venda d'accions de societats o companyies anònimes, també negocien bons públics i privats, certificats, títols de participació i una varietat d'instruments d'inversió.
Les borses de valors fomenten l'estalvi i la inversió a llarg termini, enfortint el mercat de capitals i impulsant el desenvolupament econòmic i social d'un país. Els participants en l'operació de les borses són bàsicament els demandants de capital (les empreses, els organismes), els oferents de capital (estalviadors, inversionistes) i els intermediaris. La negociació en les borses de valors s'efectua a través d'intermediaris que són membres de la Borsa, coneguts usualment amb el nom de corredors, societats de corretatge de valors, cases de borsa, agents de borsa o comissionistes, d'acord amb la denominació que reben en les lleis de cada país.
Fundada l'any 1602, juntament amb la creació de la Companyia Neerlandesa de les Índies Orientals, la Borsa d'Amsterdam es considera la borsa de valors més antiga i encara funcionant del món. Actualment n'hi ha en molts països, i la més important del món és, a hores d'ara, la Borsa de Nova York, que recentment va començar la seva transformació per a convertir-se en una xarxa electrònica de negociació similar al mercat Nasdaq, també nord-americà, que està desenvolupant un procés per a assolir l'autorització per a convertir-se en una borsa de valors. Existeixen borses de valors gairebé en tots els països, tret d'alguns molt petits i altres d'economia socialista, com ara Cuba i Corea del Nord.

## Etimologia, origen i història de les borses

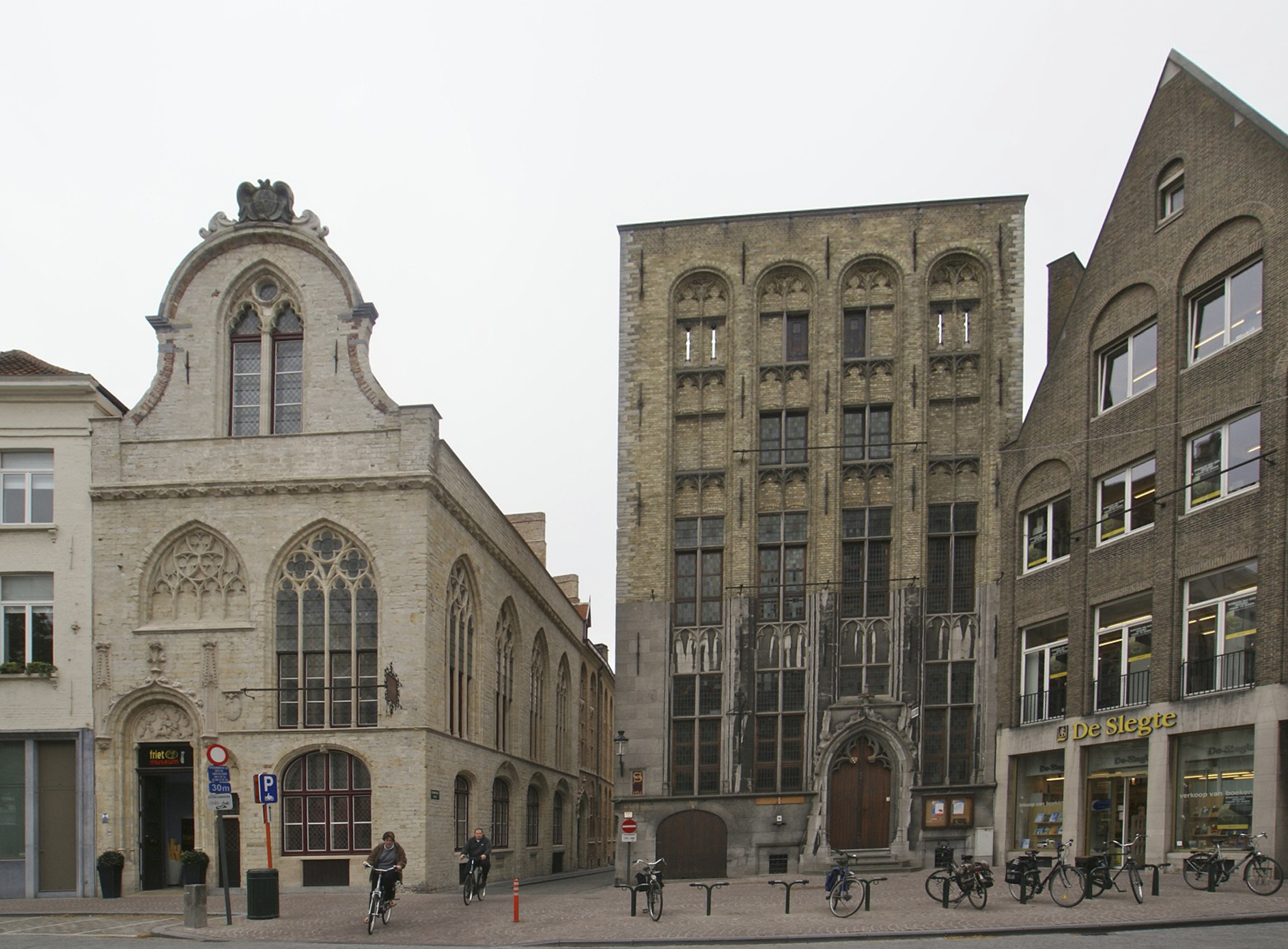
Bruges, Casa de la família van der Bursen

L'origen de la borsa com a institució data del final del segle xv a les fires medievals d'Europa Occidental, en aquestes fires es van iniciar les transaccions de títols de valors mobiliaris.
L'origen de la paraula "Borsa" prové de la ciutat de Bruges (Bèlgica) al final del segle xvi. Una de les famílies de comerciants i hostalers més importants van ser els Van der Beurse, que durant almenys cinc generacions van dirigir la fonda Ter Beurse a Bruges. Els comerciants estrangers tenien els seus propis emplaçaments a la plaça de l'exterior de la fonda Ter Beurse, on sortien a comerciar o, si feia mal temps, es refugiaven a l'interior per regatejar. Per aquest motiu es creu que a causa del paper fonamental que va jugar els Van der Beurse en la intermediació d'aquestes primeres operacions econòmiques va portar a la creació de la paraula "beurs" en neerlandès, "bourse" en francès, o el terme "Börse" en alemany, que significa mercat de valors.
El nom en anglès per a la borsa, "stock market", probablement prové del nom d'un mercat londinenc de peixos i carns del segle xv, anomenat Stock Exchange, que va rebre aquest nom pel fet que s'havia construït en un lloc on hi havia un parell de pilons que s'utilitzaven per castigar els delinqüents. Exactament, no se sap d'on venen les paraules "stock" (en català accions) i "bonds" (en català bons), però les arrels etimològiques de les mateixes venen d'objectes físics. Stock prové de l'antic anglès stocc, que significa tronc d'arbre, i bond prové del verb unir. Existeix una teoria que explica que, per deixar constància de la participació en una empresa, es prenia un garrot o un pal i se li feien osques per cada part que li pertanyés.
El 1531 es va crear la borsa d'Anvers, primera institució borsària de la modernitat. El 1540 es va crear la de borsa de Lió, el 1570, la de Londres, i el 1585 la de Frankfurt. La borsa de Nova York va néixer el 1792 i la de París el 1794. A Espanya hi ha quatre borses oficials de valors: la de Madrid (1831), la de Bilbao (1890), la de Barcelona (1915) i la de València (1970). S'hi negocien i s'intercanvien accions i obligacions, així com drets de subscripció, warrants, ETFs, certificats i altres productes.

## Importància de la Borsa

### Funcionament i propòsits
La borsa de valors és una de les més importants vies per a les empreses per aconseguir capital. Això permet a les empreses entrar en l'àmbit públic o fer una expansió de capital. La liquiditat d'un mercat permet als inversors de vendre els valors de les empreses de forma ràpida i fàcil. Aquesta és una de les característiques més atractives d'invertir en accions, comparat amb altres inversions menys líquides com podria ser la inversió immobiliària.
La història ens ha demostrat que el preu de les accions i altres actius és una important part de la dinàmica de l'activitat econòmica, i pot influenciar o ser un indicador del moment social. Una alça dels preus de les accions, per exemple, tendeix a estar associat amb un creixement de la inversió o a la inversa. El preu de les accions també afecta la riquesa de les famílies i el seu consum. Per tant, els bancs centrals tendeixen a seguir un control i el comportament del mercat borsari tendeix, en general, a suavitzar la major part de les operacions del funcionament del sistema financer.
Els mercats borsaris actuen també com a cambres de compensació per a cada transacció, això significa que recullen i entreguen les accions, i garanteixen el pagament al venedor del valor. Això elimina el risc per al comprador o venedor individual que la part contrària no pugui complir amb la transacció.

## Eines d'anàlisi
El principal mètode utilitzat a l'hora d'invertir per tal de determinar la conveniència d'una inversió és l'anàlisi fonamental. Un altre mètode utilitzat és l'anàlisi tècnica.
L'anàlisi fonamental se centra en les aportacions de les diverses branques d'estudi econòmic com la macroeconomia, microeconomia, estratègia empresarial, comptabilitat, incloent-hi també l'anàlisi de ràtios de borsa i valoració empresarial de forma més específica. L'anàlisi fonamental permet avaluar millor la valoració de les accions de les empreses cotitzades, per detectar possibles infravaloracions i en aquest cas recomanar la seva compra o bé una sobrevaloració i, per tant, amb recomanació de vendre.
L'anàlisi tècnica se centra a predir la conducta de l'inversor mitjançant els moviments de les accions, en volum i en preu. Les eines de l'anàlisi tècnica són els gràfics o xarts, que representen per períodes i en diferents escales, sèries històriques de preus i també volums d'intermediació, per predir tendències. L'estudi d'aquests comportaments passats, combinat amb l'anàlisi fonamental pot ajudar a reduir al màxim el marge d'error en les prediccions futures de les cotitzacions, tenint en compte que la borsa és un mercat que es mou per expectatives, igual que gran part dels mercats financers.